# كيهانشين

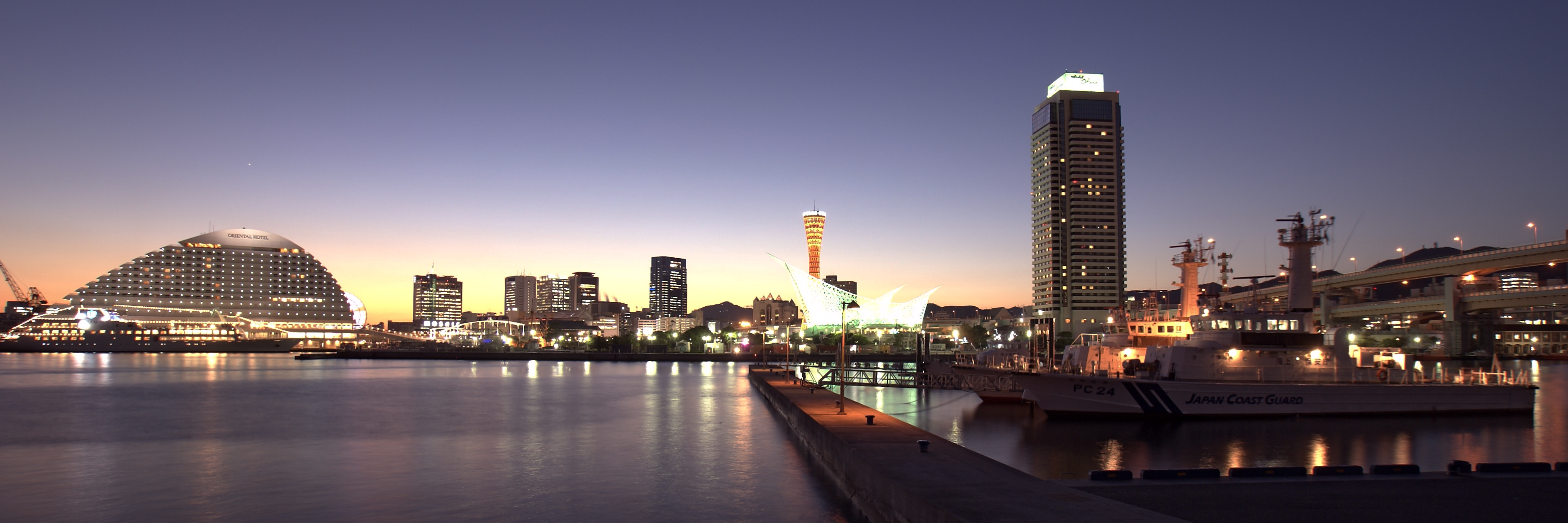
كوبه

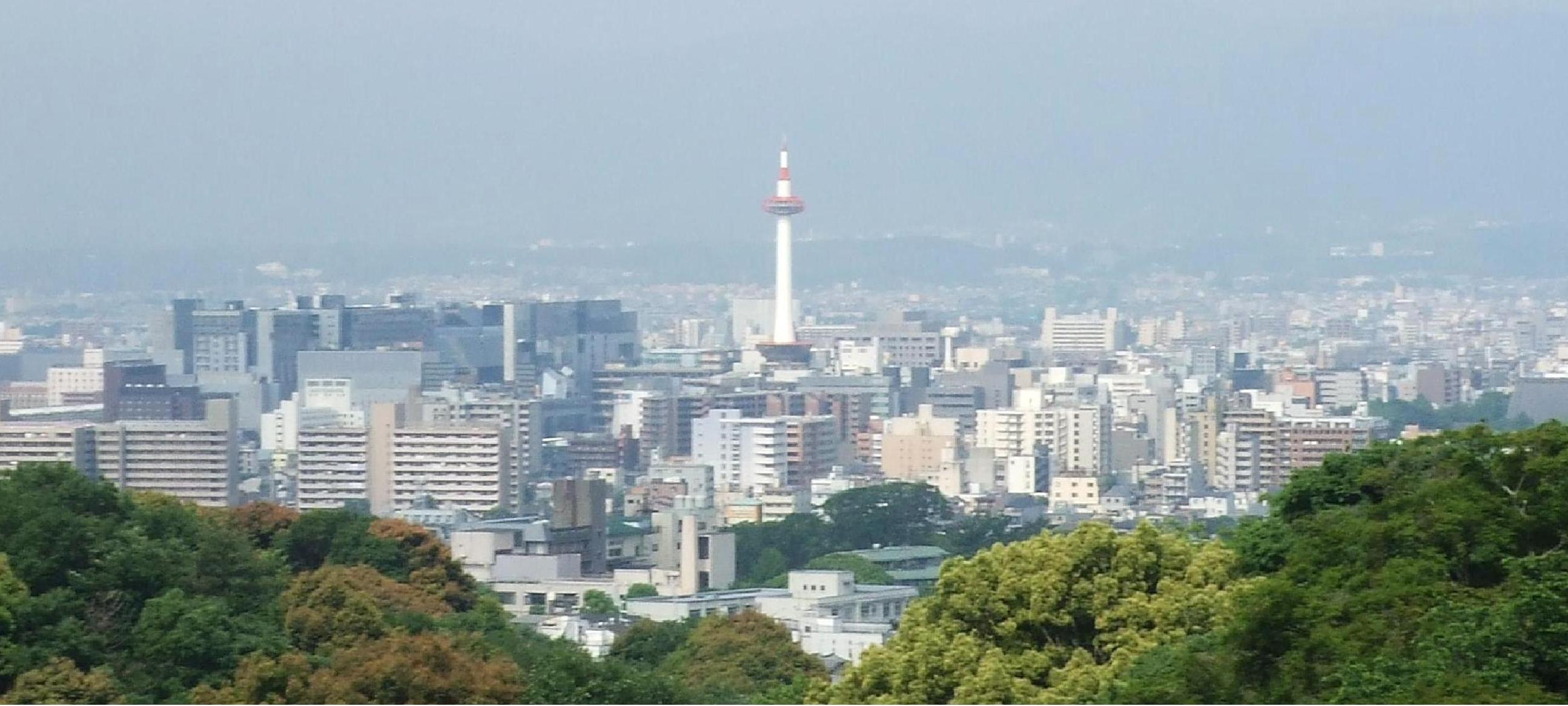
كيوتو

كيهانشين (باليابانية: 京阪神) أو منطقة أوساكا الكبرى هي منطقة سكانية مدنية تشمل المناطق المدنية من مدينتي أوساكا في محافظة أوساكا، وكوبه في محافظة هيوغو، وكيوتو في محافظة كيوتو. ويبلغ عدد سكان المنطقة (حتى عام 2000) حوالي 18.644.000 نسمة موزعة على مساحة 11،170 كيلومتر مربع  وتعد ثاني أكبر التجمعات السكانية في اليابان بعد منطقة طوكيو الكبرى، التي تضم على ما يقرب من 15 ٪ من سكان اليابان.
الناتج المحلي الإجمالي لهذه المنطقة (أوساكا وكوبه) هو 341 مليار دولار، مما يجعلها واحدة من أكثر مناطق العالم إنتاجا وتجاري في هذا السياق باريس ولندن.
اسم كيهانشين هي كلمة منحوتة من أوائل كانجي أسماء المدن كيوتو (京都) وأوساكا (大阪)، وكوبه (神戸) ولكنها تقرأ بالقراءة أون-يومي (القراءة الصينية) بدلا من قراءة كون-يومي (القراءة اليابانية) التي تستخدم في أسماء المدن أوساكا وكيوتو وكوبه.

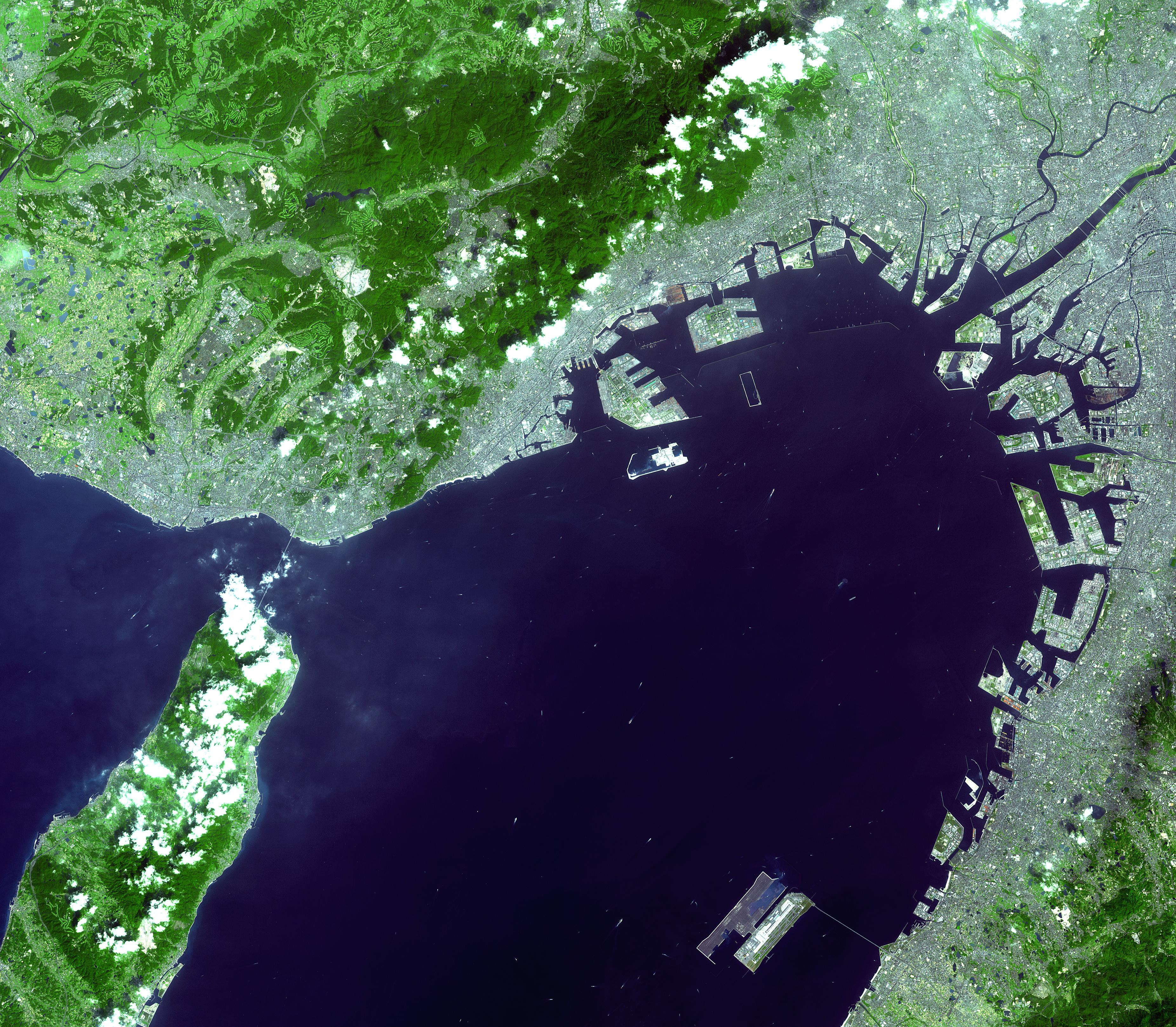
خليج أوساكا

## مناطق العمالة الرئيسية
يعرف مكتب الإحصاء الياباني بأن مجموعة البلديات التي هي في معظمها أو كلها في غضون مسافة 50 كلم من بلدية مكتب أوساكا تتبع لهذه المنطقة، وفي عام 2000، بلغ عدد سكان هذه المنطقة 16.566.704 

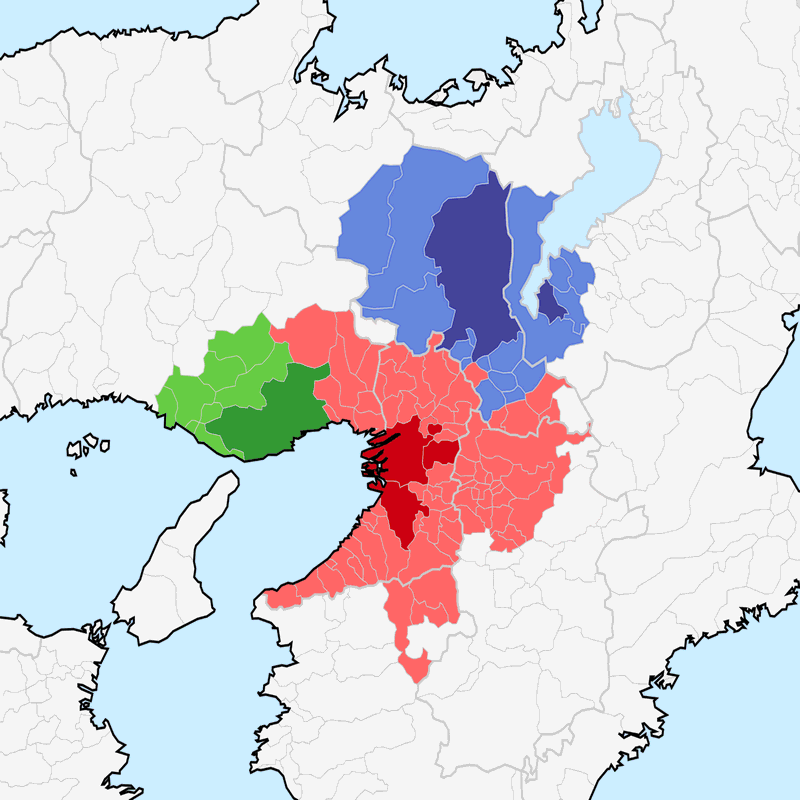
خريطة تبين أوساكا، كوبي، وكيوتو.

### منطقة عمالة أوساكا
يبلغ عدد سكان منطقة أوساكا الحضرية (حتى 2015) حوالي 12.078.820  نسمة وتتكون من المدن التالية :
- المدن الرئيسية : أوساكا، هيغاشي-أوساكا، كادوما، موريغوتشي
- المدن المحيطة:
  - محافظة أوساكا (المحافظة بأكملها)
  - محافظة هيوغو (جنوب شرق) : أماغاساكي، نيشينوميا، أشيا، إيتامي، تاكارازوكا، كاوانيشي، ساندا
  - محافظة نارا (الجزء الشمالي) : نارا، تينري، ياماتوتاكادا، ياماتوكورياما، كاشيهارا، ساكوراي، غوسه، إكوما، كاشيبا، كاتسوراغي
  - مدن أخرى : ناباري (ميه)، ياواتا (كيوتو)، هاشيموتو (واكاياما)

### منطقة عمالة كيوتو
يبلغ عدد سكان منطقة عمالة كيوتو (حتى 2015) حوالي 2.801.044 نسمة ، وتتألف من المدن التالية :
- المدن الرئيسية : كيوتو
- المدن المحيطة:
  - محافظة كيوتو (الجزء الجنوبي) : أوجي، كان، جويو، موكو، ناغاوكاكيو، كيوتانابه
  - محافظة شيغا (الجزء الجنوبي الغربي) : أوتسو، كوساتسو

### منطقة عمالة كوبه
يبلغ عدد سكان منطقة عمالة كوبه (حتى 2015) 2.565.501 نسمة ، وتتألف من المدن التالية :
- المدن الرئيسية : كوبه
- المدن المحيطة:
  - محافظة هيوغو (الجزء الجنوبي) : أكاشي، كاكوغاوا، تاكاساغو، ميكي، أواجي

### منطقة عمالة هيميجي
يبلغ عدد سكان منطقة عمالة هيميجي (حتى 2015) حوالي 773.389 نسمة ، وتتألف من المدن التالية :
- المدن الرئيسية : هيميجي
- المدن المحيطة:
  - محافظة هيوغو (الجزء الجنوبي الغربي) : أيوي، تاتسونو

### منطقة عمالة واكاياما

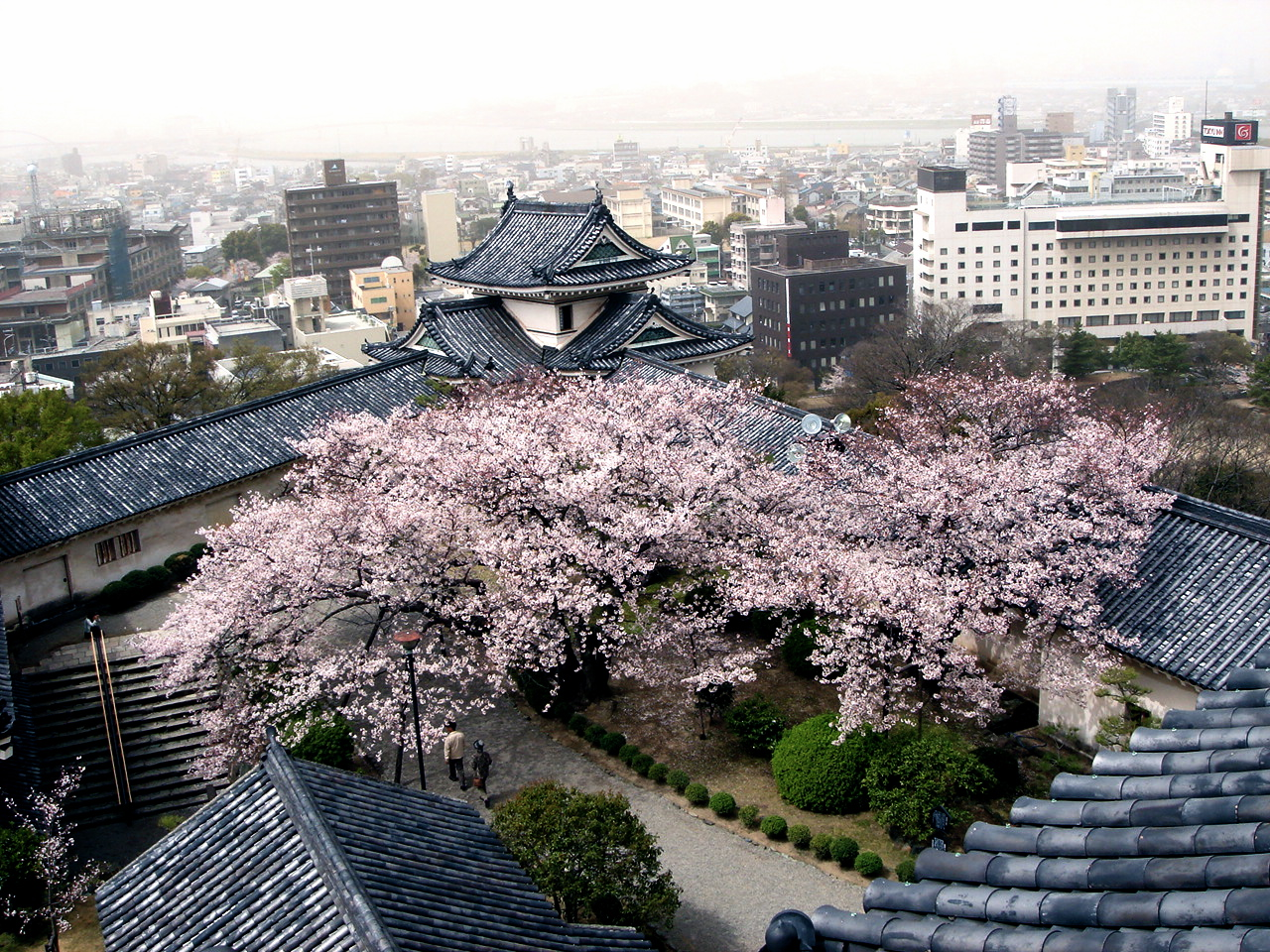
واكاياما

يبلغ عدد سكان منطقة عمالة واكاياما (حتى 2015) من 569.758 نسمة ، وتتكون من المدن التالية :
- المدن الرئيسية : واكاياما
- المدن البعيدة
  - محافظة واكاياما (الجزء الشمالي الغربي) : كاينان

## المنطقة الحضرية الرئيسية

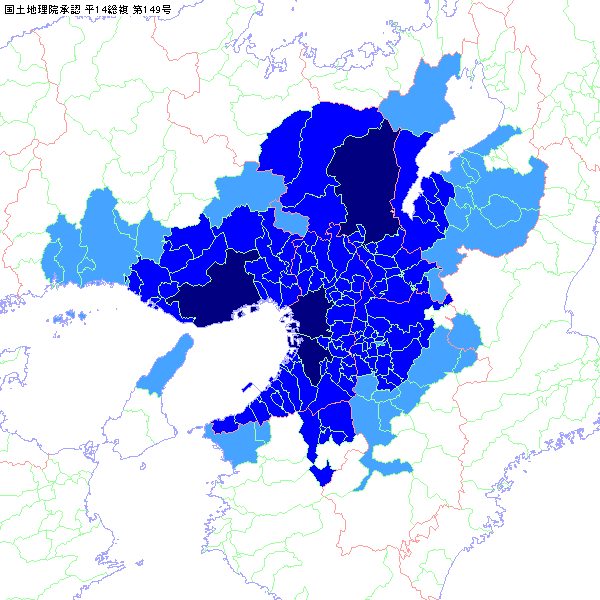
خريطة منطقة كيهانشين.

يعرف مكتب اليابان للإحصاء المنطقة الحضرية الكبرى (大都市圏) بوصفه مجموعة من البلديات التي فيها ما لا يقل عن 1.5 ٪ من السكان المقيمين الذين تتراوح أعمارهم بين 15 وما فوق يذهبون إلى المدرسة أو العمل في مدينة كبيرة مجاورة  وإذا كانت العديد من المدن المركزية متجاورة وتتداخل حدودها فتتجمع لتشكل منطقة متعددة النوى. في تعداد عام 2000، عينت مدن أوساكا وكوبه، وكيوتو كمدن مركزية لتعريف منطقة كيهانشين.
حيث تتكون هذه المنطقة من مزيج من المناطق المدنية التي تتمركز حول مدن أوساكا و كوبه، وكيوتو وهيميجي بالإضافة إلى عدة مدن صغير (وخصوصا تلك التي تقع في جنوب محافظة شيغا) والتي لا تشكل جزءا من المدن الأربعة المركزية السابقة الذكر.
اعتبارا من عام 2000، كامل كيهانشين المنطقة التي يبلغ عدد سكانها 18.643.915 على مساحة 11،169 كيلومتر 

## مدن

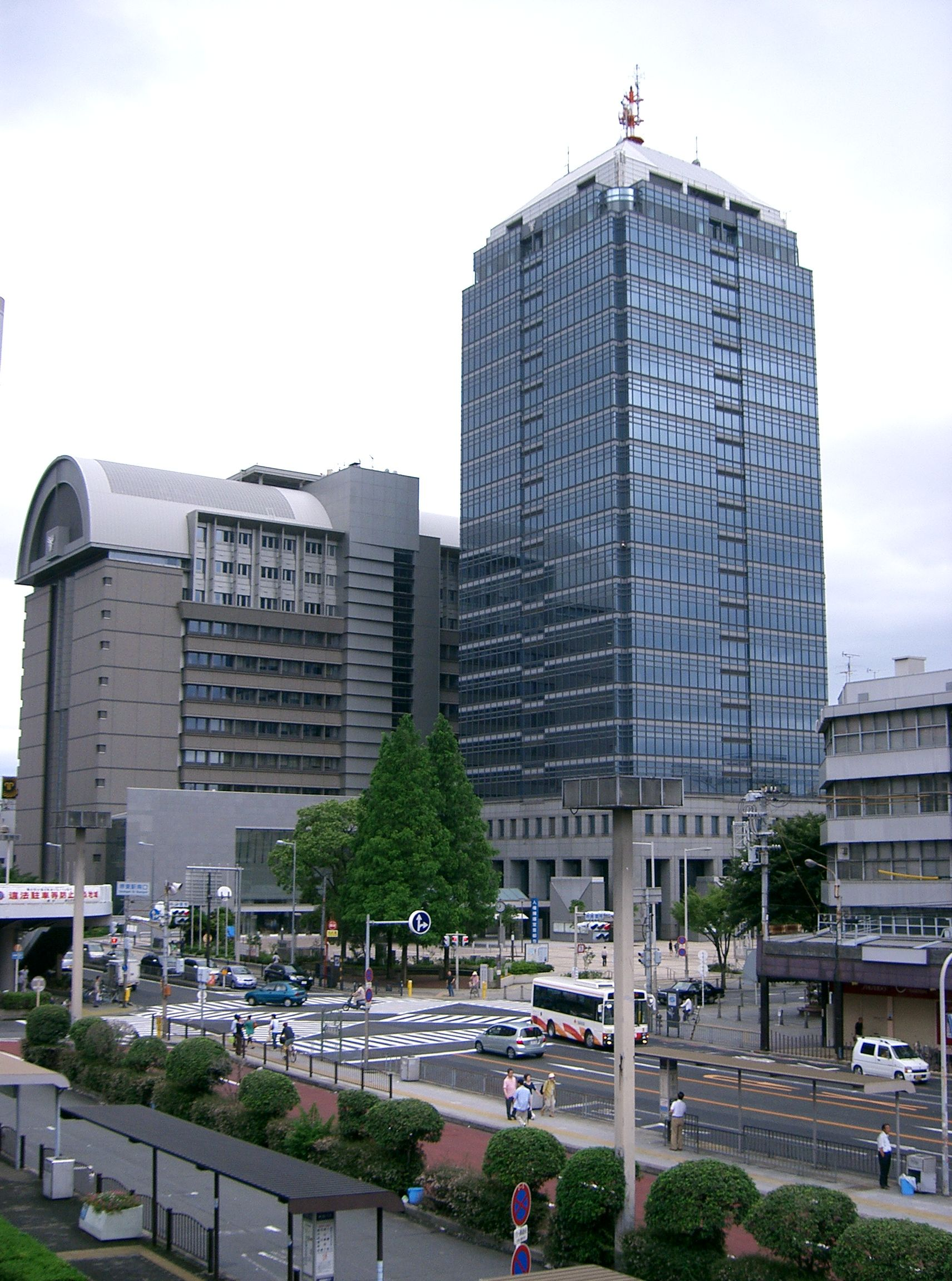
ساكاي

### المدن الرئيسية
المدن الأساسية التي تشكل كيهانشين هي مدن مختارة من قبل الحكومة تمت تسمية تلك المدن الثلاث من المدن الكبرى الخاصة مع طوكيو في العام 1889. كوبي عيّنت كسادس أكبر المدن المختارة في عام 1922، واعتمدت نظام الأحياء في عام 1931.
المدن الرئيسية في كيهانشين هي :
- أوساكا (2.65 مليون نسمة)
- كوبي (1.53 مليون نسمة)
- كيوتو (1.46 مليون نسمة)
- ساكاي (830،000 نسمة)

### المدن خارج المدن الرئيسية

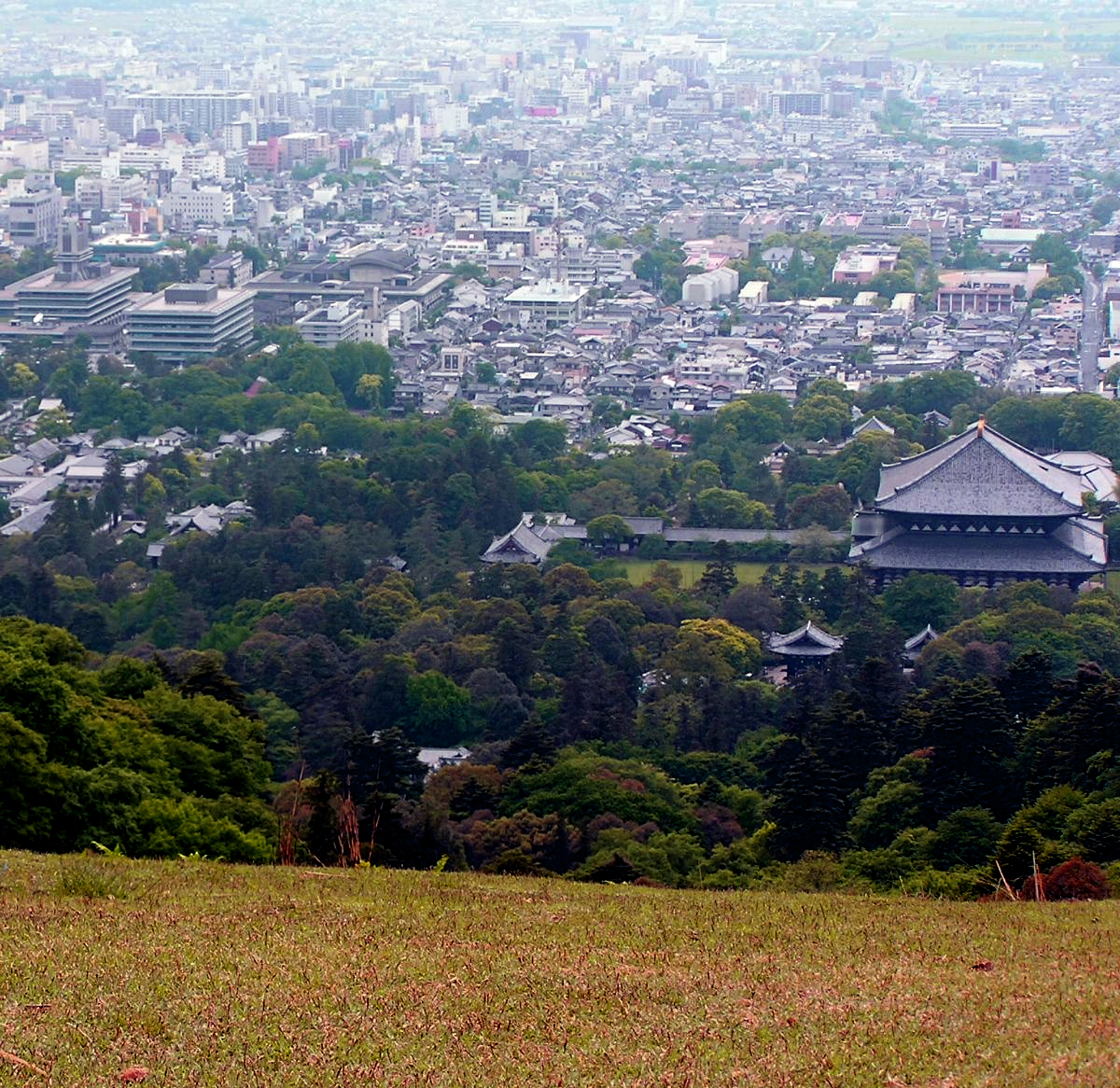
نارا

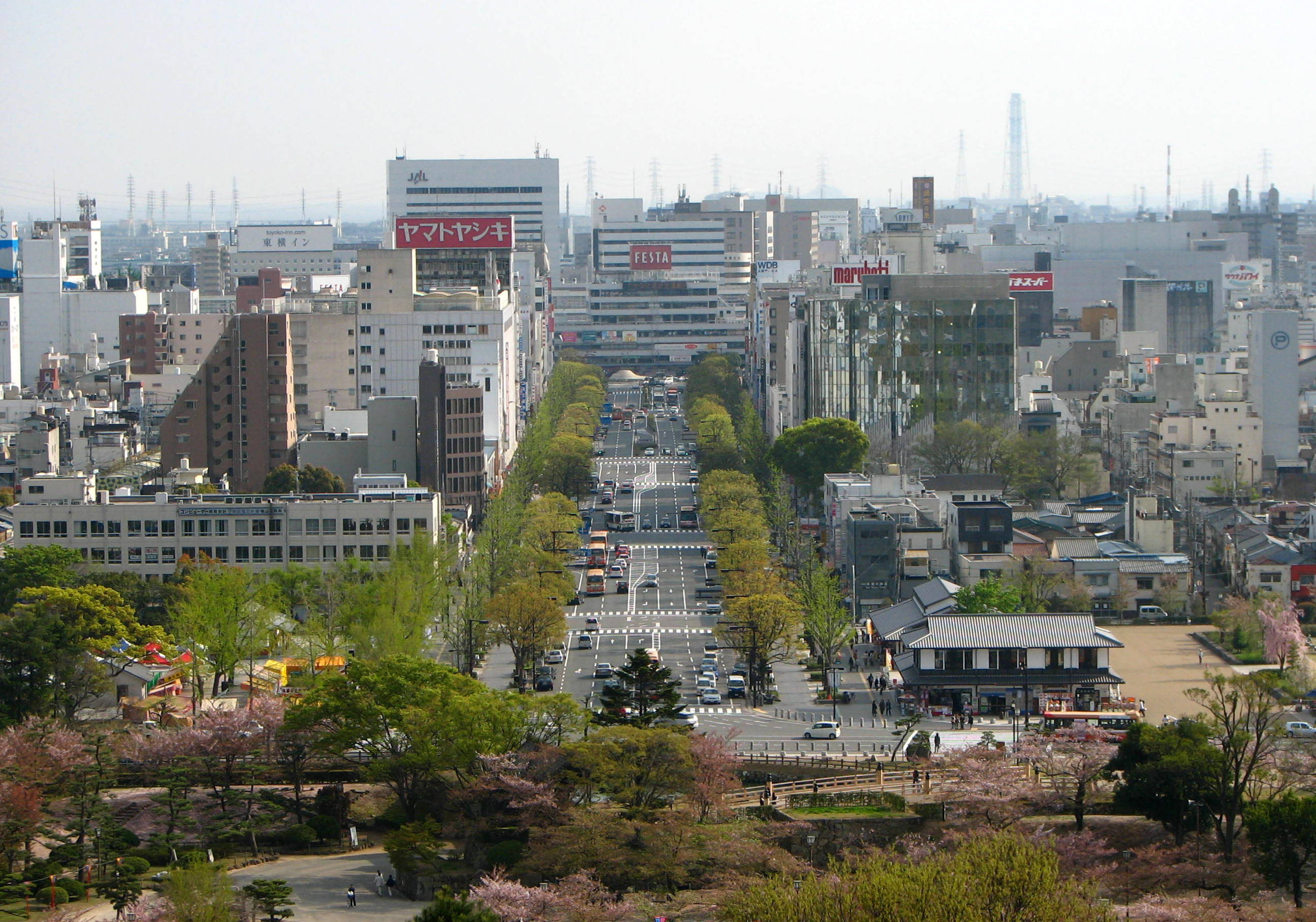
هيميجي

المدن أخرى في محافظات أوساكا، هيوغو، كيوتو ونارا هي :
| - آوي - أكاشي - أماغاساكي - أشيا - أواجي - دايتو - فوجيديرا - غوجو - غوسه - هابيكينو - هانان - هيغاشي-أوساكا - هيميجي - هيراكاتا - إيباراكي - إيكيدا - إيكوما - إتامي - إيزومي - إيزومي-أوتسو - إيزومي-سانو - جويو - كادوما - كايزوكا | - كاكوغاوا - كامه-غاوا - كاساي - كاشيبا - كاشيهارا - كاشيوارا - كاتانو - كاتو - كاتسوراغي - كاواتشيناغانو - كاوانيشي - كيشيوادا - كيزوغاوا - كيوتانابه - ماتسوبارا - ميكي - مينوه - موريغوتشي - موكو - ناغا-أوكاكيو - نانتان - نارا - نيياغاوا - نيشينوميا | - نيشيواكي - أونو - أوساكاساياما - ساكوري - ساندا - ساساياما - سينان - سيتسو - شيجوناواته - سويتا - تاكايشي - تاكارازوكا - تاكاساغو - تاكاتسوكي - تاتسونو - تينري - تونداباياشي - تويوناكا - أودا - أوجي - ياماتوكورياما - ياماتوتاكادا - ياو - ياواتا |

المصدر : تعداد 2005 stat.go.jp

### مدن أخرى
في المنطقة الحضرية الكبرى يتضمن التعريف المستخدم من قبل مكتب الإحصاءات اليابانية أيضا المدن التالية في محافظات ميه، محافظة شيغا، شيغا، واكاياما :

#### محافظة ميه
- ناباري

#### محافظة شيغا
| - هيغاشي-أومي - هيكونه - كوكا - كونان - كوساتسو - مورياما | - أوتسو - أوميهاتشيمان - ريتو - تاكاشيما - ياسو |

#### محافظة واكاياما
- هاشيموتو
- إيواده

#### المناطق الحدودية
تحد منطقة كيهانشين المناطق المدنية من هيكونه - ناغاهاما (حوالي 340،000) إلى الشمال الشرقي، إغا (ما يقارب 50،000) إلى الشرق، هيميجي-أكو (حوالي 800،000) إلى الغرب، واكاياما الكبرى (حوالي 570،000 شخص) إلى الجنوب، وفوكوتشي-ياما (حوالي 150،000) إلى الشمال. وإذا ما أدرجت هذه المناطق ضمن منطقة كيهانشين، سيرتفع عدد سكان كيهانشين إلى حوالي 19-20 مليون نسمة.

## النقل

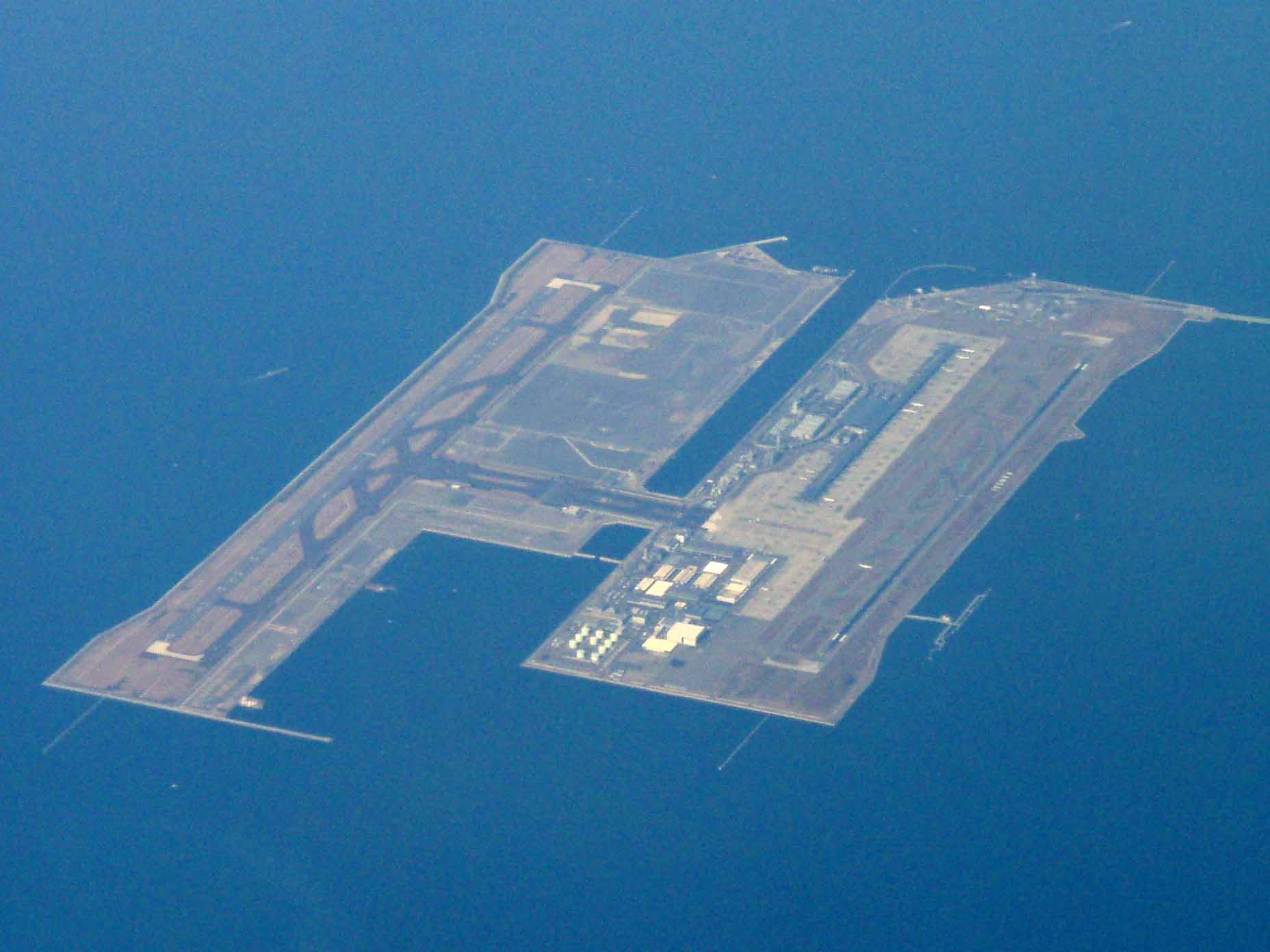
مطار كانساي الدولي

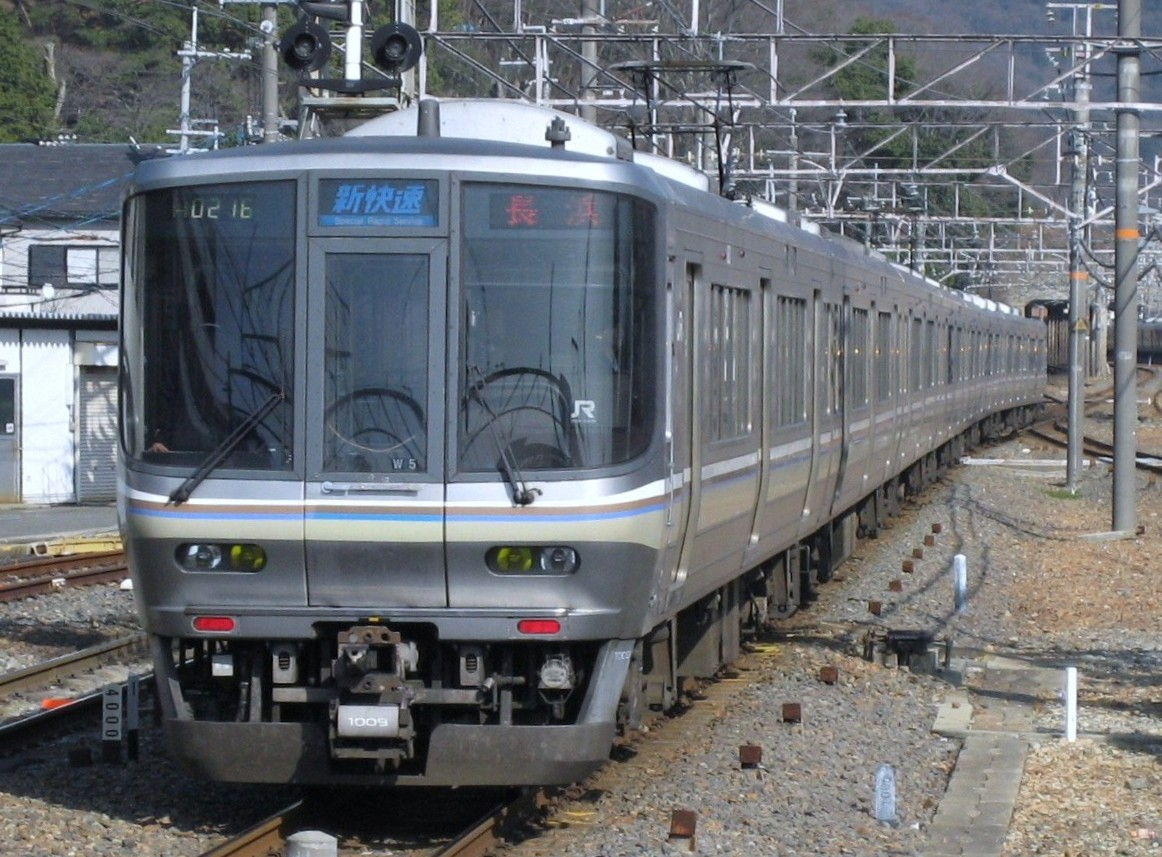
قطار الخدمة السريعة الخاص.

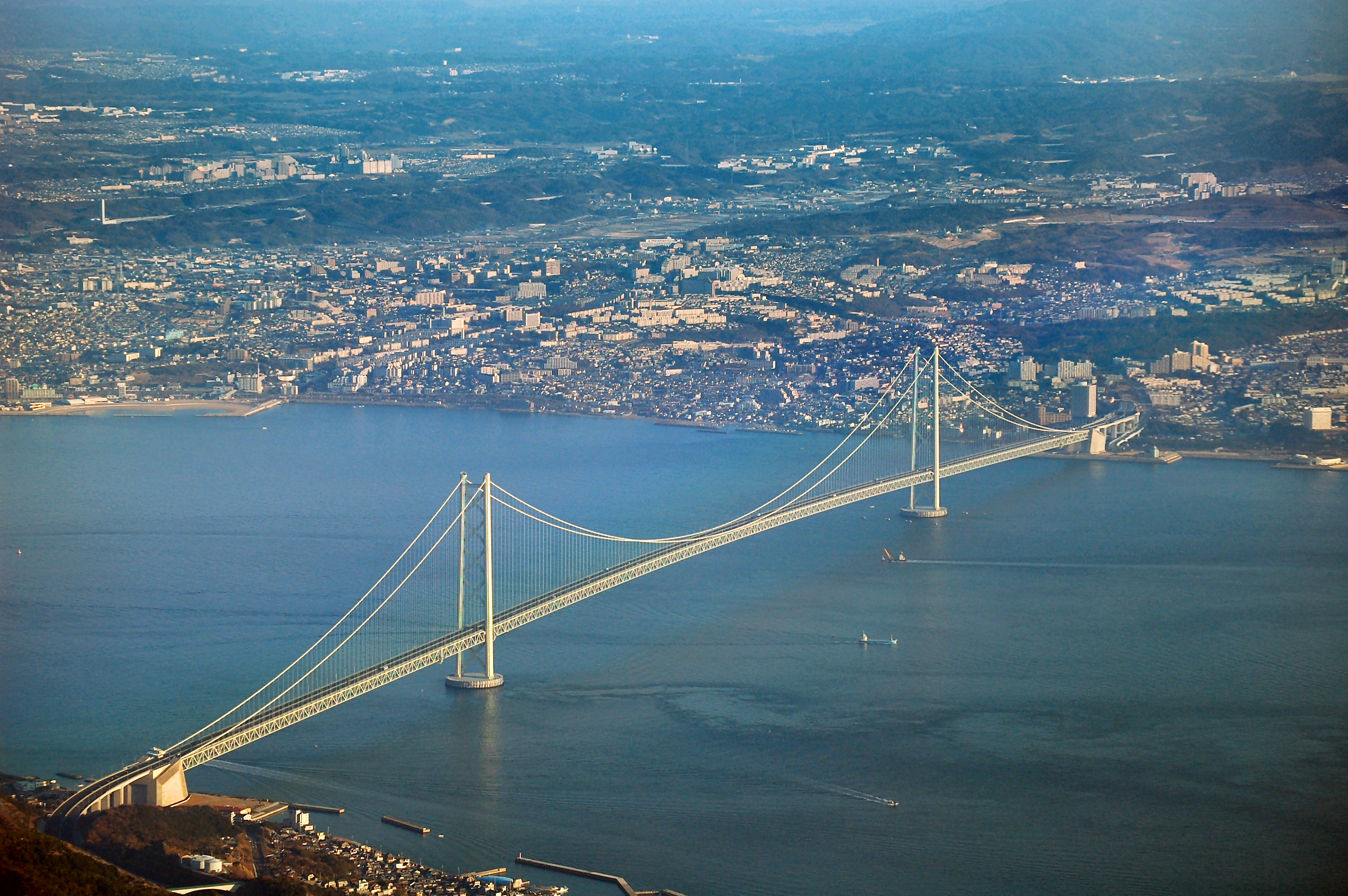
جسر أكاشي كايكيو - جسر يمتد من كوبه إلى جزيرة أواجي.

### الطيران
يعد مطار كانساي الدولي المطار الرئيسي في المنطقة، وهو عبارة عن جزيرة اصطناعية مستطيلة الشكل تقع قبالة الشاطئ في خليج أوساكا ويخدم مدن أوساكا والمدن المحيطة بها من نارا، وكوبه، وكيوتو. يرتبط المطار بالمدينة بواسطة الحافلات والقطارات التي توصل الركاب إلى وسط المدينة والضواحي الرئيسية.
كما أن مطار أوساكا الدولي يقع على الحدود بين مدينتي إيتامي وتويوناكا، ولا يزال يخدم العديد من الرحلات الداخلية.
مطار كوبه، ويقع في جنوب الجزيرة المستصلحة لجزيرة الميناء ويخدم الرحلات الداخلية في المقام الأول.

### السكك الحديدية
يوجد في أوساكا شبكة واسعة جدا من خطوط السكك الحديدية، والتي يمكن مقارنتها بنظيرتها في منطقة طوكيو الكبرى. تشمل محطات السكك الحديدية الرئيسية في المدينة، محطة أوميدا، نامبا، تينوجي، كيوباشي، يودوباشي.

#### القطارات عالية السرعة
تشغل شركتي جيه آر وسط اليابان وجي آر غرب اليابان قطارات عالية السرعة على خط شينكانسن توكايدو-سانيو. محطة شين أوساكا محطة هي محطة الشينكانسن الرئيسية في أوساكا. هذه المحطة تتصل بمحطة أوساكا مغ محطة أوميدا بخط جيه آر كيوتو وخط مترو الأنفاق وميدوسوجي. تقف جميع قطارات الشينكانسين بما فيها نوزومي عند محطة شين أوساكا وتوفر بذلك فرص الوصول إلى غيرها من المدن الكبرى في اليابان، مثل كيوتو، وناغويا، ويوكوهاما وطوكيو إلى الشرق، وكوبه، وأوكاياما، وهيروشيما، وكيتاكيوشو وفوكوكا إلى الغرب.

#### مترو أنفاق البلدية
يعد مترو أنفاق بلدية أوساكا جزء من نظام النقل المعقد في مدينة أوساكا. يعد مترو أنفاق بلدية أوساكا في المرتبة الثامنة على مستوى العالم من حيث عدد الركاب السنوي والذي يصل إلى أكثر من 912 مليون شخص سنويا (ربع عدد المسافرين على قطارات أوساكا الكبرى والبالغ عددهم سنويا 4 مليارات راكب)، على الرغم من كونها فقط 8 خطوط من بين أكثر من 70 خط للسكة الحديدية في المنطقة.

## الاقتصاد
يوجد في كيهانشين أحد أكبر مناطق الاقتصاد في العالم.

### منطقة كيهانشين 2006
- متوسط سعر الصرف لعام 2006 (1 دولار أمريكي = 116.30 ين) [6]

| المحافظة                 | إجمالي محافظة على المنتج (مليار ين) | إجمالي محافظة على المنتج (مليار دولار أمريكي) |
| ------------------------ | ----------------------------------- | --------------------------------------------- |
| قالب:بيانات بلد Osaka    | 38.809                              | 334                                           |
| قالب:بيانات بلد Hyōgo    | 19.647                              | 169                                           |
| كيوتو                    | 10.236                              | 88                                            |
| قالب:بيانات بلد Shiga    | 6.086                               | 52                                            |
| قالب:بيانات بلد Nara     | 3.738                               | 32                                            |
| قالب:بيانات بلد Wakayama | 3،469                               | 30                                            |
| منطقة كانساي             | 81.985                              | 705                                           |

المصدر 

### الناتج المحلي الإجمالي 2006
كيهانشين وأعلى 20 بلدا 
| رتبة   | الدولة           | الناتج المحلي الإجمالي (مليار دولار أمريكي) |
| ------ | ---------------- | ------------------------------------------- |
| 1      | الولايات المتحدة | 13.202                                      |
| 2      | اليابان          | 4.340                                       |
| ・・・ |                  |                                             |
| 11     | روسيا            | 987                                         |
| 12     | الهند            | 906                                         |
| 13     | كوريا الجنوبية   | 888                                         |
| 14     | المكسيك          | 839                                         |
| 15     | أستراليا         | 768                                         |
|        | (منطقة كانساي)   | 705                                         |
| 16     | هولندا           | 658                                         |
| 17     | تركيا            | 403                                         |
| 18     | بلجيكا           | 392                                         |
| 19.    | السويد           | 385                                         |
| 20     | سويسرا           | 380                                         |

### الناتج المحلي الإجمالي (تعادل القوة الشرائية) 2005

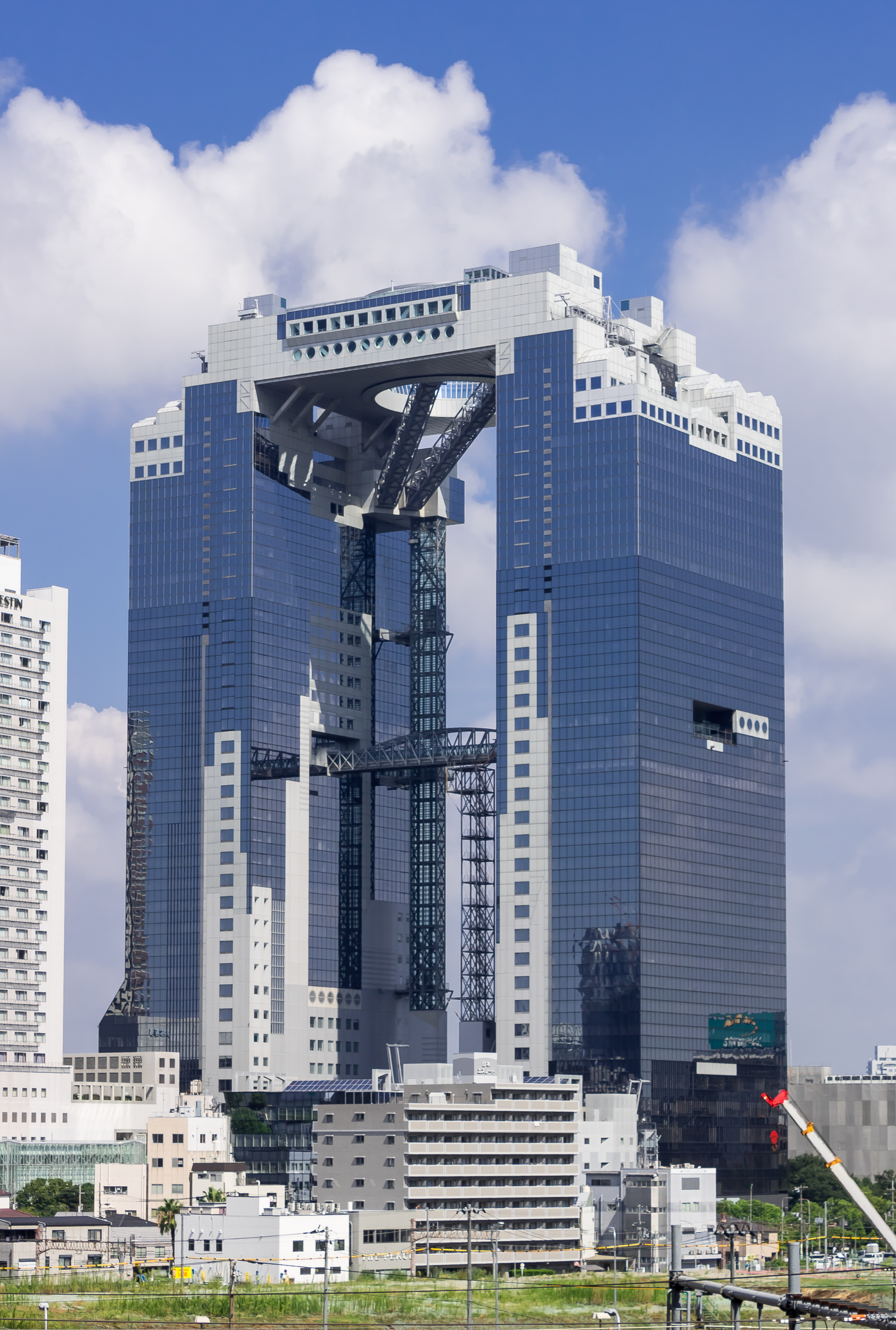
أوميدا سكاي البناء

| رتبة | التجمعات الحضرية                       | الدولة           | الناتج المحلي الإجمالي (تعادل القوة الشرائية) (مليار دولار أمريكي) |
| ---- | -------------------------------------- | ---------------- | ------------------------------------------------------------------ |
| 1    | طوكيو                                  | اليابان          | 1.191                                                              |
| 2    | مدينة نيويورك                          | الولايات المتحدة | 1.133                                                              |
| 3.   | لوس أنجلوس (أكبر مدن ولاية كاليفورنيا) | الولايات المتحدة | 639                                                                |
| 4    | شيكاغو                                 | الولايات المتحدة | 460                                                                |
| 5    | باريس                                  | فرنسا            | 460                                                                |
| 6.   | لندن                                   | المملكة المتحدة  | 452                                                                |
| 7    | أوساكا                                 | اليابان          | 341                                                                |
| 8.   | مكسيكو سيتي                            | المكسيك          | 315                                                                |
| 9.   | فيلادلفيا                              | الولايات المتحدة | 312                                                                |
| 10   | واشنطن، دي. سي.                        | الولايات المتحدة | 299                                                                |